# Делівські водоспади
Делівські́ водоспади — група водоспадів Дністровського каньйону. Розташовані в Івано-Франківському районі Івано-Франківської області, при південно-східній околиці села Делева. 
Висота найвищого водоспаду — 16 м, кількість водоспадів — 6. Утворилися у пригирловій частині двох безіменних потічків (притоки Дністра), що стікають правим стрімким схилом Дністровського каньйону, в місці виходу на денну поверхню мальовничих скельних пластів. Потічки маловодні (місцева назва їх району розташування — Северкова та Бу́ковина), в посушливі пори майже пересихають, тому водоспади цікаві після рясних дощів або під час танення снігу. 
Делівські водоспади розташовані в межах Дністровського регіонального ландшафтного парку, вони легкодоступні, проте маловідомі.

## Світлини та відео водоспадів

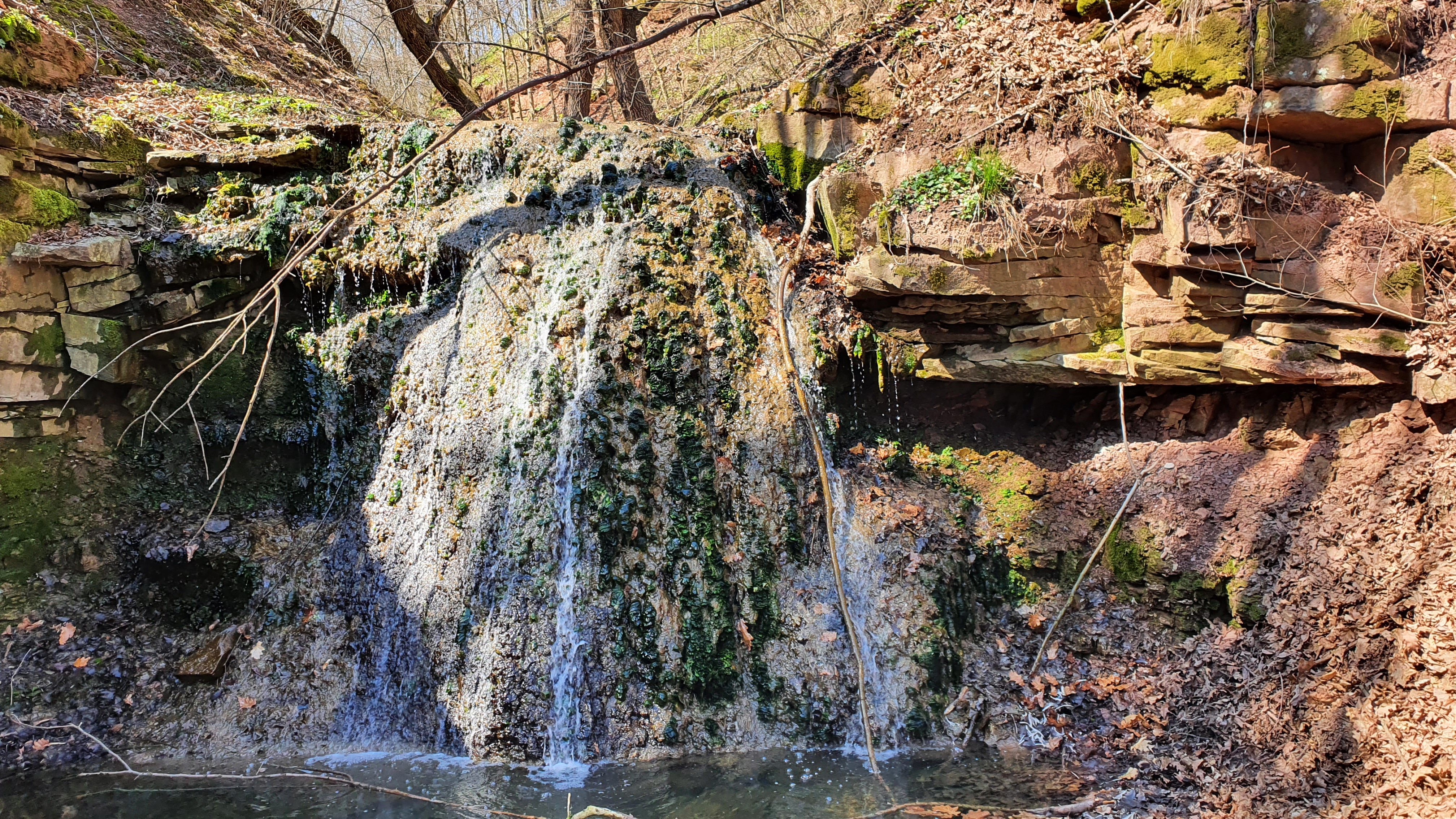
Один з водоспадів
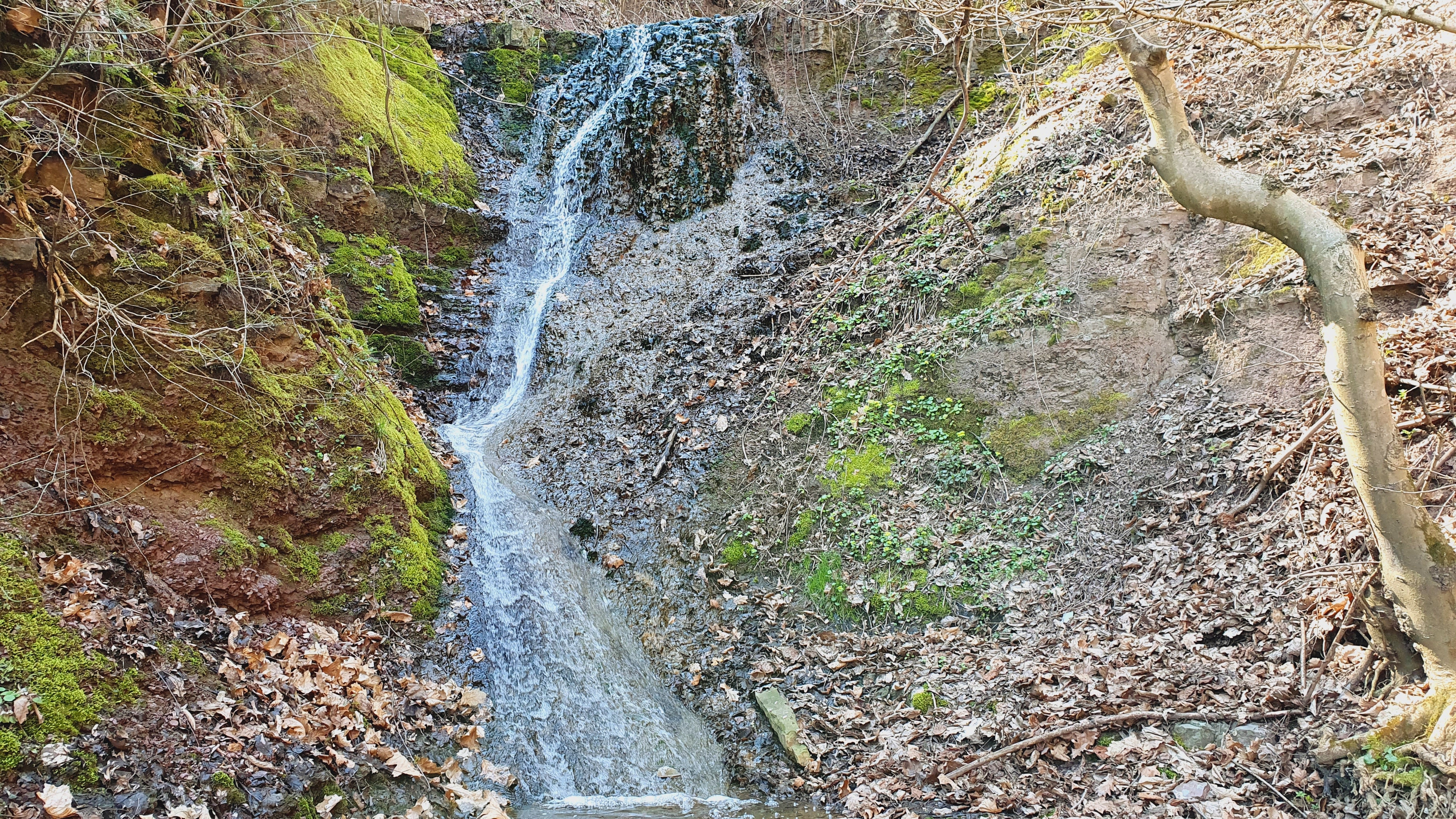
Один з водоспадів
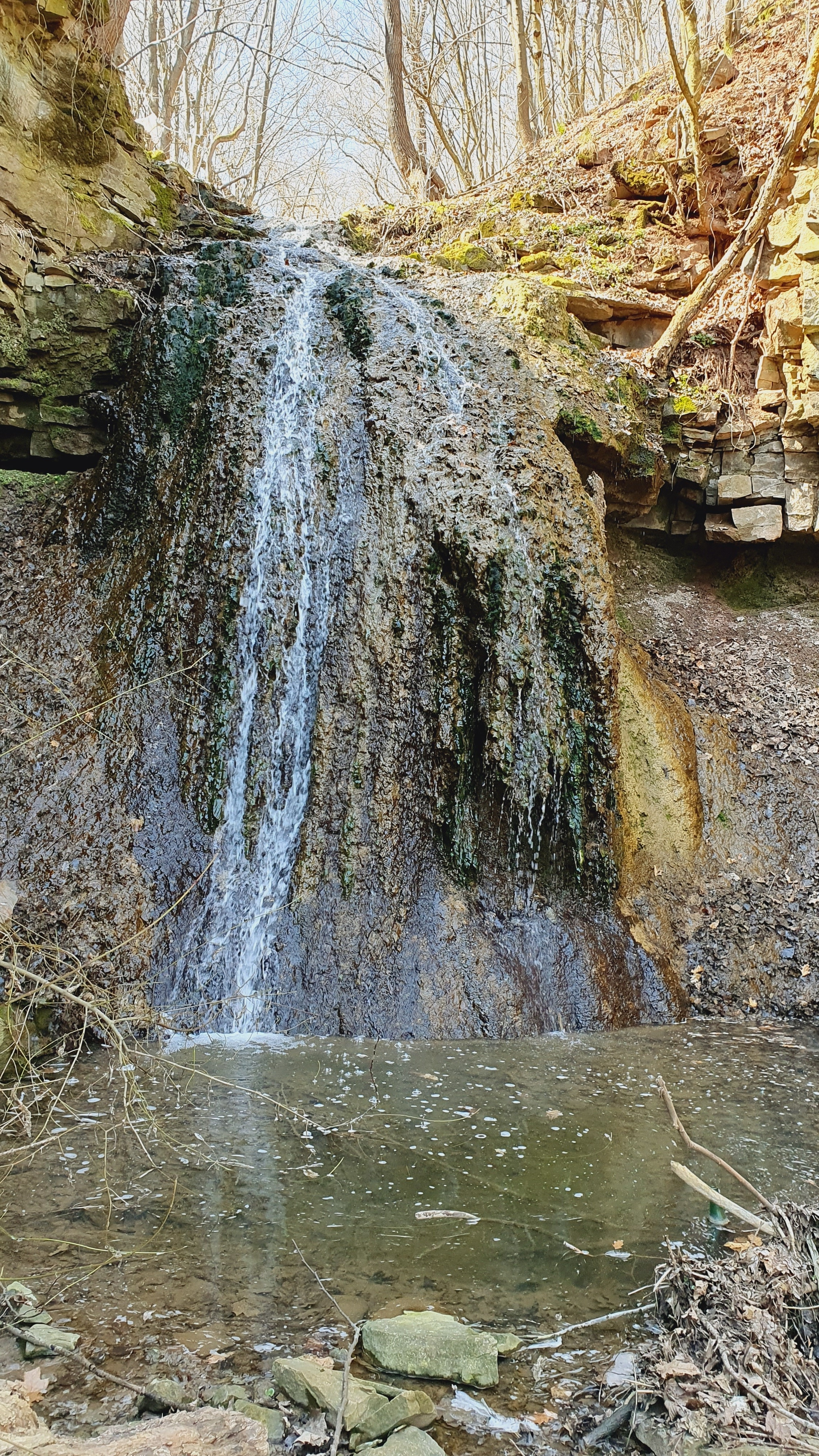
Один з водоспадів
- Відео водоспаду